# Jean Ray
Jean Ray (właśc. Raymond Marie de Kremer, ur. 8 lipca 1887 w Gandawie, zm. 17 września 1964 tamże) – belgijski pisarz.
W latach 1909–1919 był urzędnikiem w Gandawie, później poświęcił się działalności literackiej. Założył pismo L'Ami du Livre, gdzie prowadził kronikę literacką. 
W 1925 roku wydał (już pod pseudonimem Jean Ray) zbiór opowiadań grozy Les Contes du Whisky (Opowieści o whisky), dobrze przyjęty przez czytelników i krytyków.
W 1926 roku został skazany z oszustwa finansowe i do 1929 roku przebywał w więzieniu. W tym czasie podejmował współpracę z różnymi pismami, publikując pod wieloma pseudonimami. Między innymi użył nazwiska John Flanders, które później stało się jednym z jego ważniejszych pseudonimów dla dzieł pisanych po niderlandzku. Po wyjściu z więzienia zaczął współpracować z katolickim wydawnictwem Averbode, dla którego przez wiele lat pisał teksty dla młodzieży. 
W 1931 roku wydał następny zbiór opowiadań La Croisière des ombres, lecz nie odniósł dużego powodzenia. W tym czasie zaangażował się w prace przy komiksach o Harrym Dicksonie – amerykańskim detektywie. 
Na początku lat 50. XX wieku stał się sławnym pisarzem. Szerzył swoją nieprawdziwą biografię, gdzie twierdził, że jest wnukiem poszukiwacza przygód i Indianki, a sam był żeglarzem – przemytnikiem alkoholu w czasach prohibicji. Oprócz wzrostu popularności pozwalało to ukryć fakt, że siedział w więzieniu. 
Na początku lat 60. belgijska krytyka określała go jako najlepszego żyjącego pisarza fantastyki grozy i nazywała go belgijskim Poem. W 1963 roku Robert Laffont rozpoczął wydawanie dzieł zebranych Raya w czterech tomach. 
W 1964 roku nakręcono film La Grande frousse, według książki La Cité de l'indicible peu. W 1972 roku Harry Kümel nakręcił film Malpertuis, według jednej z najważniejszych książek Raya.
Dorobek literacki Jeana Raya liczy około 6500 utworów (nowel, powieści, opowiadań, felietonów, reportaży i sztuk teatralnych).